# Patrick Rohr
Patrick Rohr (* 4. Mai 1968 in Glarus) ist ein ehemaliger Schweizer Fernsehmoderator. Er ist Leiter eines eigenen Unternehmens für Kommunikationsberatung in Zürich und als Fotograf im Einsatz.

## Biografie
Aufgewachsen ist Patrick Rohr in Zermatt, Netstal und Brig. Er absolvierte das Gymnasium in Brig und studierte anschliessend sechs Semester Germanistik, Medienwissenschaften und Politikwissenschaft an der Universität Bern. 
Von 1992 bis 2007 arbeitete Rohr als Redaktor und Moderator für verschiedene Sendungen des Schweizer Fernsehens. Heute leitet er eine eigene Firma für Kommunikationsberatung (Patrick Rohr Kommunikation GmbH) in Zürich. 
Rohr lebt mit seinem Lebenspartner in Zürich und Amsterdam. Sie sind seit 2009 verheiratet.

## Journalismus
Seine ersten journalistischen Erfahrungen machte Rohr mit 14 Jahren: Er schrieb Artikel für das Jugendforum der Zeitung Glarner Nachrichten und war als Reporter für den Lokalteil tätig.
Nachdem seine Familie 1983 wieder in den Kanton Wallis, nach Brig, umgezogen war, leitete er bis 1988 das Jugendforum der Wochenbeilage Walliser Spiegel des Walliser Boten und schrieb auch hier für den Lokalteil der Zeitung. Nebenbei moderierte er von 1985 bis 1988 die wöchentlich ausgestrahlte Hitparade und die Jugendsendung radio-aktiv des Lokalsenders Radio Matterhorn in Zermatt.
Während seines Studiums schrieb er als freier Journalist für die SonntagsZeitung, den Blick und den Walliser Boten. 1990 gehörte er zum Gründungsteam des Oberwalliser Lokalsenders Radio Rottu, wo er nach Abbruch seines Studiums zwei Jahre als Redaktor und Moderator arbeitete.
1992 wechselte er zum Tagesfernsehen TAF des Schweizer Fernsehens in Zürich, wo er zwei Jahre lang als Redaktor und Moderator arbeitete. 1994 stiess er zum Team des Informationsmagazins Schweiz aktuell, das er ab 1995 auch moderierte.
Am 1. November 1999 löste Rohr Filippo Leutenegger in der Politsendung Arena als Moderator und Redaktionsleiter ab. Am 23. August 2002 wurde er als Nachfolger von Röbi Koller Moderator des Gesellschaftsmagazins «Quer» des Schweizer Fernsehens. Diese Sendung moderierte er bis zu ihrer Einstellung im März 2007.
Im Februar 2007 gründete Rohr seine eigene Firma Patrick Rohr Kommunikation GmbH mit Sitz in Zürich, die auf Kommunikationskonzepte, Medientrainings, Rhetorikkurse und journalistische Produkte spezialisiert ist.
Von Februar 2012 bis Dezember 2015 absolvierte er an der Fotoacademie Amsterdam eine Ausbildung zum Dokumentar- und Porträtfotografen. Er schloss ab mit dem multimedialen Projekt Bloody Serious - Trying To Understand The Difficult Search For A Ukrainian Identity. 
Heute arbeitet er als Fotojournalist, unter anderem für Helvetas, Glückskette, Ruedi Lüthy Foundation, Support Network und bereist auch für freie Arbeiten viele Länder, vor allem in Afrika und Asien (z. B. Dokumentation Fokus Japan).

## Weitere Tätigkeiten
Von 2007 bis 2014 produzierte und moderierte Rohr die Diskussionssendung Basler Zeitung Standpunkte im Rahmen der PresseTV auf SRF1.
Am Medien-Ausbildungs-Zentrum in Luzern bildete er von 2005 bis 2011 Journalisten in Interviewtechnik aus.
Für die AIDS-Hilfe Schweiz engagierte sich Rohr in der Aktion Füreinander.

## Auszeichnungen
- 1997: Auszeichnung als «Bester Nachwuchsmoderator im deutschsprachigen Raum» in Bremen
- 2007: TELE-Publikumspreis als «Beliebtester Fernsehmoderator der Schweiz»

## Publikationen (Auswahl)
- Reden wie ein Profi: Selbstsicher auftreten – im Beruf, privat, in der Öffentlichkeit. Beobachter-Verlag, Zürich 2008, ISBN 978-3-85569-398-6.
- So meistern Sie jedes Gespräch. Mutig und souverän argumentieren – im Beruf und privat. Beobachter-Verlag, Zürich 2009, ISBN 978-3-85569-424-2.
- Erfolgreich präsent in den Medien – Clever kommunizieren als Unternehmen, Verein, Behörde. Beobachter-Verlag, Zürich 2011, ISBN 978-3-85569-464-8.
- Japan – Abseits von Kirschblüten und Kimono. Beobachter-Edition, Zürich 2017, ISBN 978-3-03875-063-5.
- Die neue Seidenstrasse. Chinas Weg zur Weltmacht: Eine fotojournalistische Reise. Orell Füssli Verlag, Zürich 2021, ISBN 978-3-280-05731-5.